# Nobby Stiles
Norbert Peter "Nobby" Stiles, född 18 maj 1942 i Collyhurst i Manchester, död 30 oktober 2020, var en engelsk fotbollsspelare. Han spelade som defensiv mittfältare i Manchester United och engelska landslaget under 1960-talet. Tillsammans med Bobby Charlton och Ian Callaghan är Stiles den ende engelsman som vunnit både VM (1966) och Europacupen (1968, Charlton, Stiles) respektive (1977 och 78, Callaghan).

## Utmärkelser
- Riddare av Brittiska imperieorden

[Redigera Wikidata]